# Hanna Marjut Marttila
Hanna Marjut Marttila (* 5. Oktober 1961; † 26. Oktober 2019) war eine finnische Schriftstellerin.
Mit ihrem Jugendbuch Filmi Poikki (deutscher Titel: Filmreif) war sie 2007 für die höchste Jugendbuchauszeichnung Finnlands, den Juniorfinlandia, nominiert.